# Michel Block
Michael Block (ur. 12 czerwca 1937 w Antwerpii, zm. 4 marca 2003 w Bloomington w stanie Indiana) – amerykański pianista pochodzenia belgijskiego.

## Życiorys
Wychowywał się w Meksyku, gdzie zadebiutował jako pianista w wieku 16 lat z Orquesta Sinfónica Nacional. Studiował w Juilliard School of Music w Nowym Jorku, gdzie jego nauczycielami byli Vilma Erényi i Beveridge Webster. W 1960 roku uczestniczył w VI Międzynarodowym Konkursie Pianistycznym im. Fryderyka Chopina, na którym otrzymał wyróżnienie i nagrodę ufundowaną przez Artura Rubinsteina. Koncertował w Europie i Stanach Zjednoczonych. Od 1978 roku był wykładowcą Indiana School of Music w Bloomington. W 1987 roku otrzymał amerykańskie obywatelstwo.